# WTCC i Italien
FIA WTCC Race of Italy är den italienska deltävlingen av FIA:s standardvagnsmästerskap World Touring Car Championship. Deltävlingen körxes på Autodromo Nazionale Monza från 2005 till 2008, men blev ersatt av Autodromo Enzo e Dino Ferrari 2009, som tidigare gått under namnen Race of San Marino (2005) och Race of Europe (2008). 2010 var man dock tillbaka på Autodromo Nazionale Monza.

## Säsonger
| År   | Bana                          | Race | Segrare förare                | Segrare modell               | Rapport             |
| ---- | ----------------------------- | ---- | ----------------------------- | ---------------------------- | ------------------- |
| 2012 | Autodromo Nazionale Monza     | 1 2  | Yvan Muller                   | Chevrolet Cruze 1.6T         | WTCC i Italien 2012 |
| 2011 | Autodromo Nazionale Monza     | 1 2  | Robert Huff                   | Chevrolet Cruze 1.6T         | WTCC i Italien 2011 |
| 2010 | Autodromo Nazionale Monza     | 1 2  | Andy Priaulx Yvan Muller      | BMW 320si Chevrolet Cruze LT | WTCC i Italien 2010 |
| 2009 | Autodromo Enzo e Dino Ferrari | 1 2  | Gabriele Tarquini Yvan Muller | SEAT León 2.0 TDi            | WTCC i Italien 2009 |
| 2008 | Autodromo Nazionale Monza     | 1 2  | Yvan Muller Gabriele Tarquini | SEAT León TDi                | WTCC i Italien 2008 |
| 2007 | Autodromo Nazionale Monza     | 1 2  | Yvan Muller Jordi Gené        | SEAT León TDi                | WTCC i Italien 2007 |
| 2006 | Autodromo Nazionale Monza     | 1 2  | Andy Priaulx Augusto Farfus   | BMW 320si Alfa Romeo 156 GTA | WTCC i Italien 2006 |
| 2005 | Autodromo Nazionale Monza     | 1 2  | Dirk Müller James Thompson    | BMW 320i Alfa Romeo 156 GTA  | WTCC i Italien 2005 |